# Шмидт, Карл Александр Освальд
Освальд Александрович Шмидт (эст. Oswald Karl Alexander Schmidt; 1823—1890) — юрист и педагог; доктор права, заслуженный профессор Дерптского университета. Действительный статский советник (1876).
Отец Акселя Шмидта.

## Биография
Родился 19 (31) января 1823 года в Аренсбурге Лифляндской губернии (ныне Курессааре). По окончании гимназии в Ревеле, он поступил в 1842 году на юридический факультет Императорского Дерптского университета и в 1847 году получил степень кандидата прав.
По окончании обучения Шмидт служил секретарём в Эзельском орднунгсгерихте; в 1850 году занял место обер-секретаря в Дерптском городском магистрате и в мае 1858 году отказался от этого места, чтобы всецело посвятить себя научной и педагогической деятельности.
После защиты в 1860 году в Дерптском университете диссертации: «Über den Begriff des Besitzes nach Römischem Recht», он был удостоен 15 июня 1860 года степени магистра и 5 октября того же года был утвержден приват-доцентом.
С 1861 по 1865 год читал в Дерптском университете общее и местное церковное право и затем, после защиты в 1865 году диссертации «Das Verfahren vor dem Manngericht in bürgerlichen Rechtsstreitigkeiten zur Zeit der bischöflichen und Ordensherrschaft» (Дерпт; 1865), получил степень доктора и 4 февраля 1866 года был утверждён в звании экстраординарного профессора лифляндского, эстляндского и курляндского местного права; 12 июня 1868 года он получил звание ординарного, а 5 октября 1885 года заслуженного профессора Императорского Дерптского университета. В 1870—1882 годах — проректор университета.
За время своего пребывания в университете Освальд Шмидт читал в разное время: уголовный и гражданский местный процесс, историю источников местного права, судоустройство и право сословий Остзейских губерний и другие курсы по местному праву.

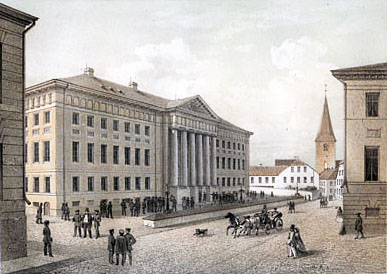
Императорский Дерптский университет

В 1868 году юридический факультет Дерптского университета стал издавать журнал «Dorpater Zeitschrift für Rechtswissenschaft» и Шмидт принимал в этом активное участие опубликовав в первом номере свои статьи: «Zur Geschichte des livländischen landrechtlichen Processes», «Präjudizien des livländischen Hofgerichts den Civilprocess betreffend», «Über die Anwendbarkeit der deutschen Reichsgesetze im livländischen Civilprocesse» и «Das civilprocessualische Verfahren nach livländischem Landrecht».
В своих дальнейших работах Шмидт поставил себе задачей исследование, обработку и систематическое изложение лифляндского гражданского права, изучение которого, вследствие отсутствия кодификации, было чрезвычайно затруднительно и требовало изучения первоисточников. Шмидт пытался установить нормы лифляндского процесса. В 1871 году он напечатал сочинение «Vorschläge zur Reform des in Liv-Est und Kurland geltenden Civilprocesses», которое получило практическое применение в местном судопроизводстве. Следующая его работа «Constitutionen, Publikationen und Circularbefehle des livländischen Hofgerichts» (Дерпт. 1875), в которой он опубликовал накопившийся при деятельности гофгерихта материал, также имела своей целью урегулирование гражданского процесса. Наконец, тому же гражданскому процессу посвящен был и его главный труд, за который ему уже после смерти (в 1890 году) Дерптским университетом была присуждена Геймбюргерская премия, именно: «Der ordentliche Civilprocess nach livländischem Landrecht» (Дерпт. 1880). Труд этот вскоре приобрел значение одного из главнейших источников для изучения лифляндского гражданского процесса и до 1889 года, то есть до введения судебной реформы в Прибалтийских губерниях, служил основанием гражданского судопроизводства в Лифляндии, пользуясь авторитетом даже в решениях Правительствующего Сената.
В 1889 году он напечатал «Die civilprocessualischen Normen des Reichsrathsgutachtens vom 3 Juni 1886 und ihre Anwendung auf den Civilprocess nach livländischem Landrecht» (Дерпт. 1889), где рассматривал те изменения в уголовном и гражданском процессах Лифляндии, которые должны были вызвать временные правила, предшествовавшие введению судебной реформы в Прибалтийских губерниях. Вскоре за тем он покинул Дерптский университет, так как занимаемая им кафедра, вследствие введения судебной реформы, была упразднена.
Умер 29 июля (10 августа) 1890 года в Дерпте.